# Флогера Ниата
„Флогера Ниата“ (на гръцки: «Φλογερά Νειάτα», в превод Огнена младеж) е гръцки вестник, издаван нелегално в град Лерин в годините на окупацията през Втората световна война.

## История
Вестникът започва да излиза в 1944 година. Орган е на Националната общогръцка огранизация на младежите (ЕПОН) за Лерин.